# Albert Lynch

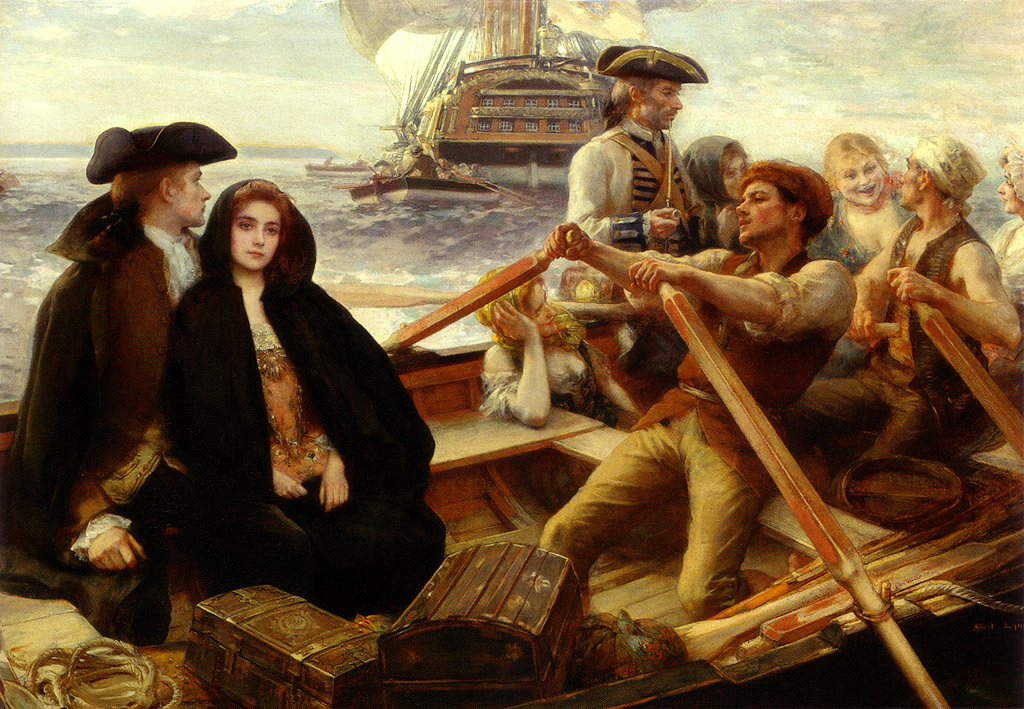
Lynch: De jol.

Albert Lynch (Gleisweiler, 1860 - Monaco, 1950) was een Duitse-Peruviaans kunstschilder.

## Leven en werk
Lynch werd geboren in Gleisweiler, Duitsland maar vestigde zich op jonge leeftijd in Parijs, waar hij ging studeren aan de École des Beaux-Arts, onder William Bouguereau. Vervolgens werkte hij in de ateliers van Jules Achille Noël, en Henri Lehmann. Hij exposeerde in de Parijse salon en won een gouden medaille tijdens de wereldtentoonstelling van 1900. Hij maakte ook naam als boekillustrator en illustreerde onder andere werk van Alexandre Dumas fils (La Dame aux camélias), Honoré de Balzac (Le Père Goriot) en Henry Becque (La Parisienne).
Lynch schilderde in een realistisch-estheticistische stijl, vaak gevoelvolle romantische vrouwportretten, met de bloem als terugkerend element. Hij werkte veelal in pastel, gouache en waterverf, maar soms ook in olie. Zijn werk ademt nadrukkelijk de geest van de belle époque.

## Portretten door Lynch

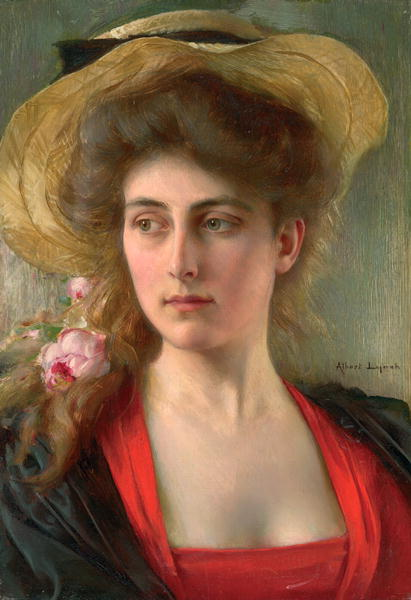
Elégante
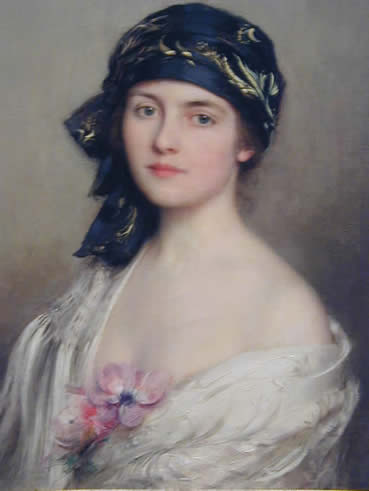
Femme au Turban Noir
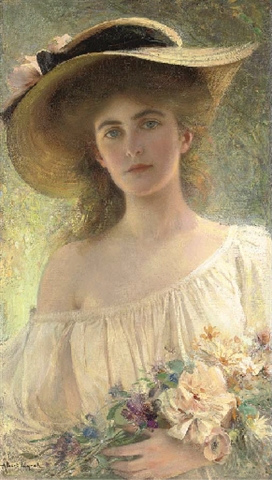
Soleil éternel
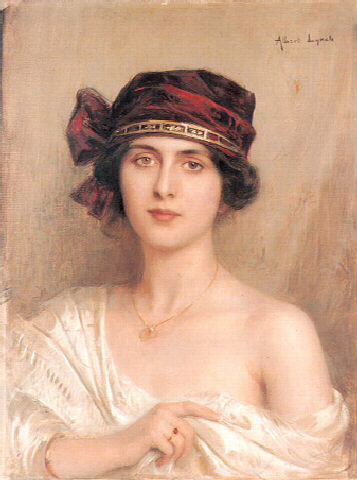
Portrait d'une jeune femme
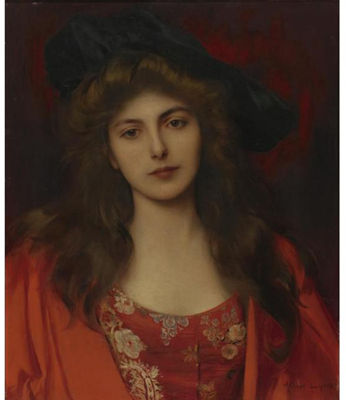
The Red Brocade
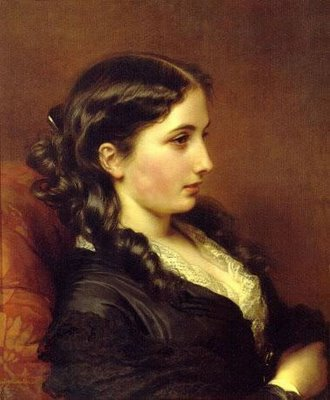
Portrait of a Girl
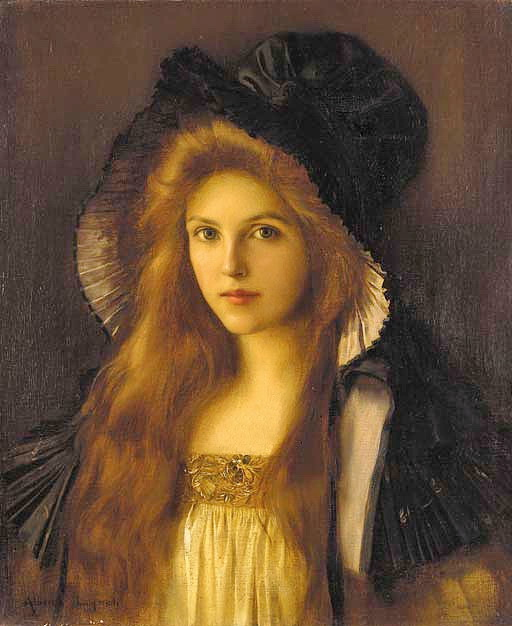
Beautifull Betty
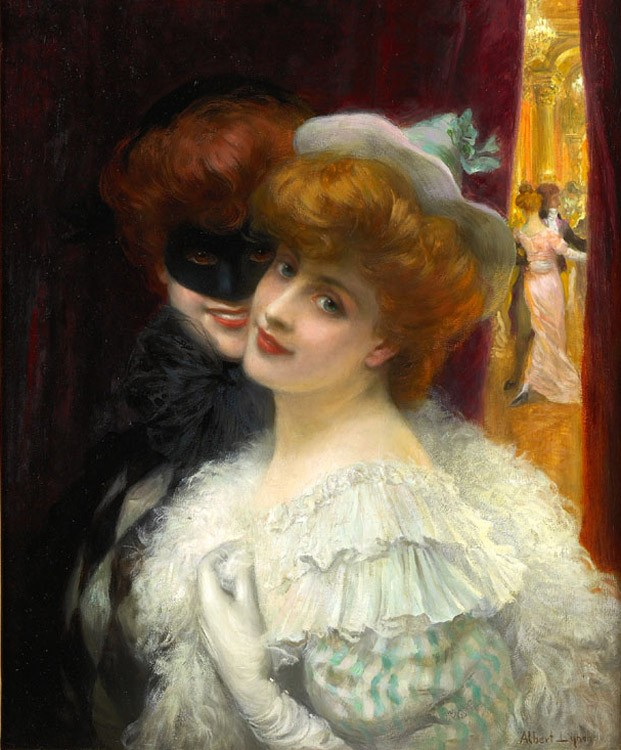
Le Bal Masqué
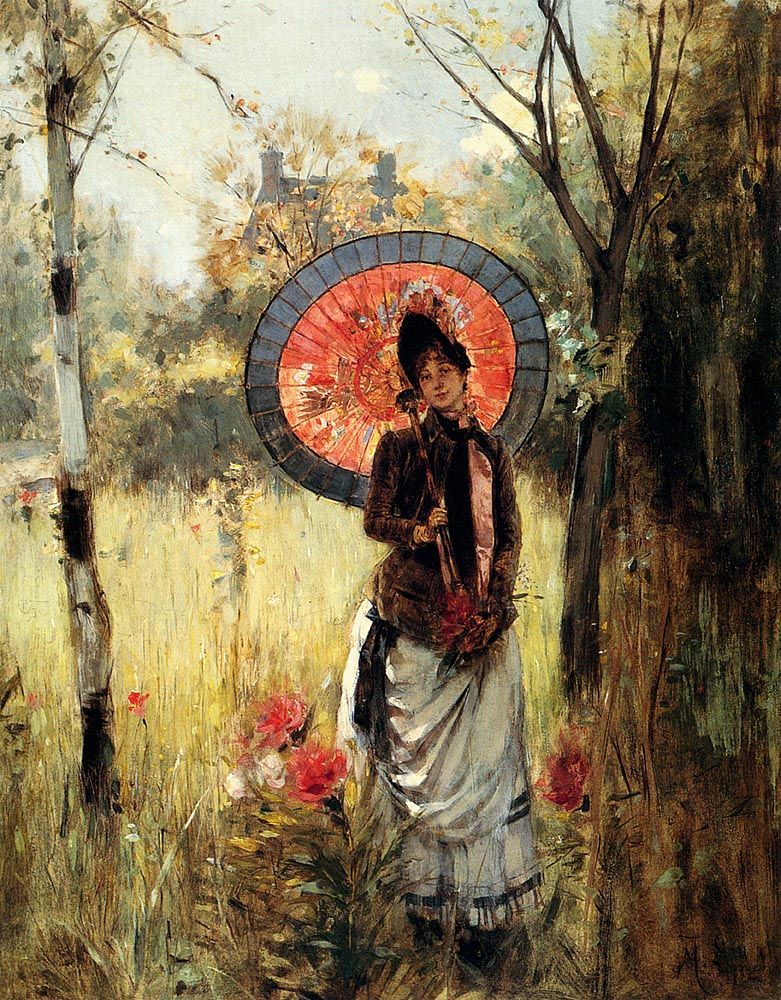
A Summer Stroll
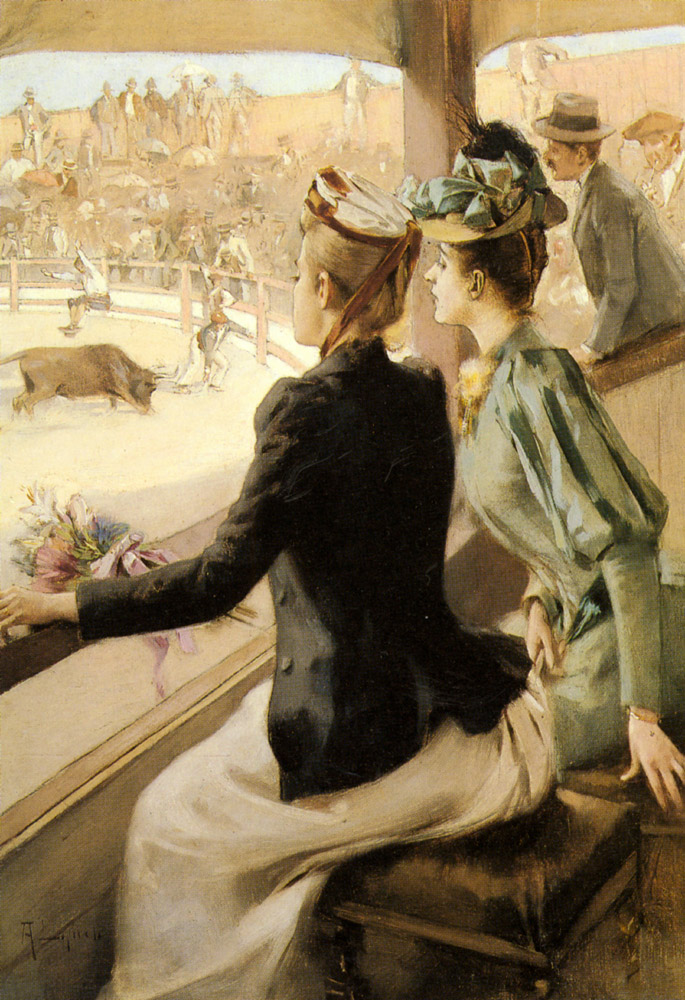
At The Bullfight